# Georgios Mavros
Georgios Mavros, född den 15 mars 1909 i Kastellorizo, Grekland, död den 6 maj 1995 i Aten, var en grekisk jurist och politiker.

## Biografi
Mavros studerade juridik vid universitetet i Aten (1926-1930) och på fakulteten vid universitetet i Berlin (1934-1935). År 1936 tog han sin doktorsgrad i juridik vid universitetet i Aten. År 1937 utsågs han där enhälligt till docent i internationell privaträtt. Under andra världskriget tjänstgjorde han i 7:e infanteriregementet på den albanska fronten.
Mavros undervisade i juridik vid universitetet i Aten 1937-1942, och blev politiker efter befrielsen av Grekland från Axelmakternas ockupation. Han valdes in till grekiska parlamentet år 1946. Han innehade poster som justitieminister (1945), utbildningsministern (1946), handels- och industriminister (1949), finansminister (1951), försvarsminister (1952) och regeringens samordningsminister (1963-1965).
Mavros var chef för Greklands Nationalbank, och 1966 etablerade banken den Grekiska kulturfonden (MIET). Efter grekiska militärjuntans tid vid makten 1967-1974, då han satt arresterad bl. a. på ön Jaros, tjänstgjorde han, som medlem i George Papandreous centerunion, som utrikesminister och vice premiärminister i Grekland under premiärminister Konstantinos Karamanlis. Alltmer satt ur spel av Karamanlis Ny demokrati, gick han med i den panhellenistiska socialistiska rörelsen och valdes in som  parlamentsledamot 1981 och i juni 1984 valdes han till ledamot av Europaparlamentet.

## Uppdrag
Blad de internationella uppdrag som Mavros innehaft kan nämnas:
- Medlem av den grekiska delegationen till FN:s generalförsamling (1948, 1951, 1952)
- Ledamot i styrelsen för Världsbanken i Washington DC (1949-1952)
- Deltagare i konferenser i Interparlamentariska unionen i Kairo (1947), Rom (1949), London (1957), Warszawa (1959), Aten (1960) och Bryssel (1961)
- Deltagare i överläggningarna i Världsbanken för återuppbyggnad och Internationella valutafonden i Washington (1949, 1951, 1952, 1965), Paris (1950) och Tokyo (1964)
- Chef för den grekiska delegationen till FN:s generalförsamling (September 1974)